# 국제 증권 식별 번호
국제 증권 식별 번호(國際證券識別番號, 영어: International Securities Identification Number, ISIN)는 유가증권을 고유하게 식별하는 번호이다. 구조는 ISO 6166에 정의되어 있다. ISIN 코드는 12자리 영숫자 코드로 되어 있으며 유가증권의 획일화된 식별을 하기 위해 존재한다.

## 역사
ISIN은 1981년에 처음 사용되었으나 G30 국가들이 채택안을 권고한 1989년에 들어서야 널리 사용하게 되었다. 이 ISIN은 1년 뒤 ISO에 의해 ISO 6166 표준으로 인정되었다.

## 같이 보기
- 티커 심볼